# Bóg w judaizmie

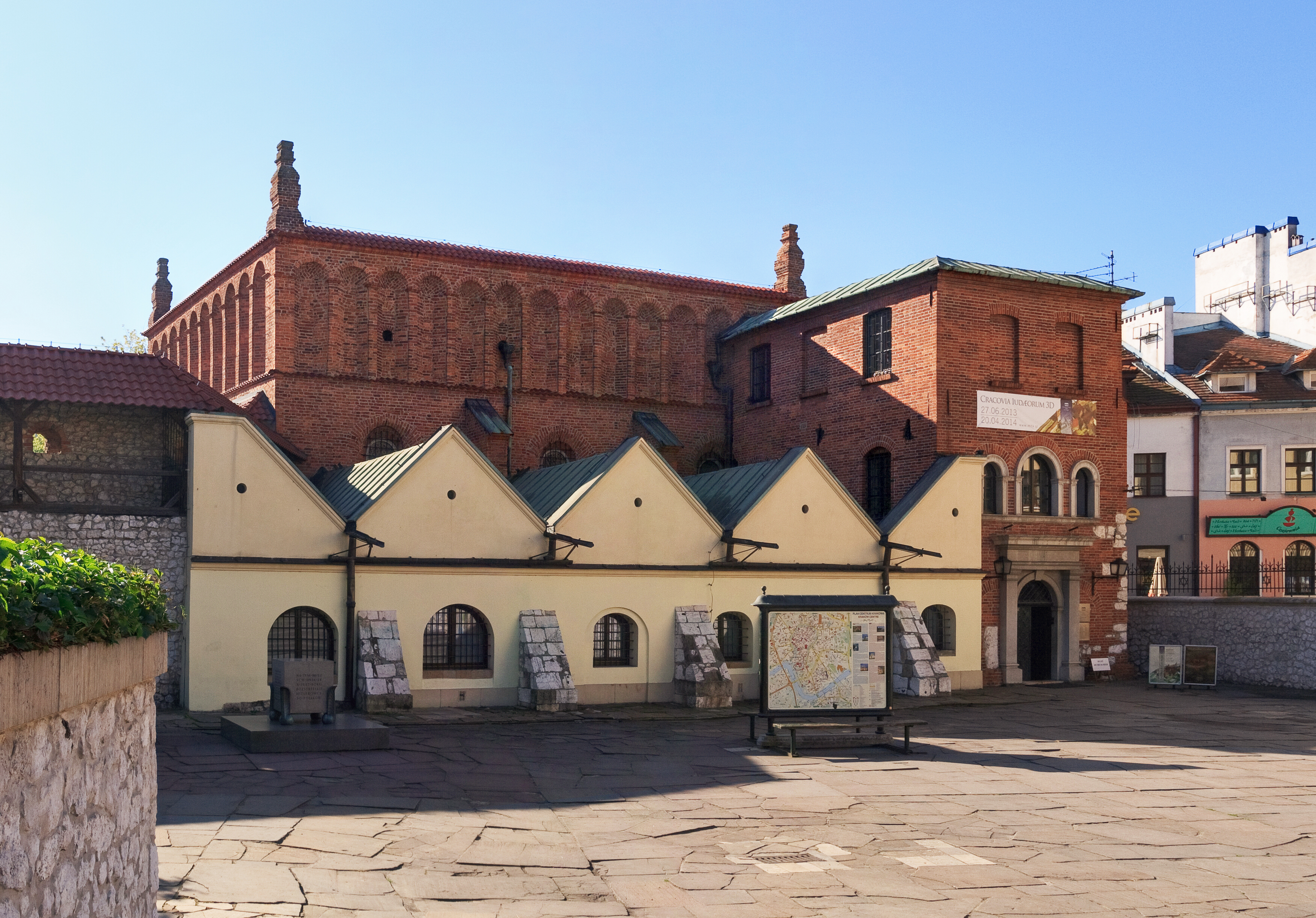
Synagoga jest miejscem, które zastępuje Żydom zburzoną w 70 r. n.e. Świątynię Jerozolimską, jako miejsce oddawania czci Bogu Izraela i słuchania Jego Słowa (Synagoga Stara w Krakowie)

Bóg w judaizmie – pojmowanie Boga w judaizmie, mimo różnorodności składających się na niego tradycji, obecnych także w samej Biblii hebrajskiej, jest spójne i nieporównywalne z innymi wierzeniami (łac. sui generis). Aby poprawnie poznać żydowską koncepcję Boga, należy podejść do poszczególnych, różniących się czasem tradycji jako do elementów całości. Heterogeniczne elementy należy odczytywać w ramach jednolitej, spójnej kanonicznej doktryny, którą kierowali się ostateczni redaktorzy Biblii. Tradycja biblijna wyznaczyła kanon mówienia o Bogu w całym judaizmie na przestrzeni wieków: w literaturze hellenistycznej, talmudycznej, średniowiecznej żydowskiej filozofii Boga, kabale, współczesnej myśli filozoficznej.

## Bóg według Biblii hebrajskiej
Księgi Biblii są zbiorem różnych tradycji i autorów, żyjących w różnych krajach w okresie trwającym ponad tysiąc lat. Są w niej fragmenty, które przedstawiają czystą monoteistyczną wizję Boga Izraela  (np. Krl 19,12, Iz 40,18). Są też teksty przetworzone i oczyszczone na potrzeby natchnionego tekstu, w których odbijają się echem podania ludowe czy wręcz elementy mityczne (np. Rdz 2 oraz 3). Chociaż więc Biblia łączy w sobie refleksję i wierzenia wielu pokoleń, jednak można w niej dostrzec spójną, doskonale wypracowaną i kompletną biblijną koncepcję Boga. Można ją opisać poprzez omówienie następujących tematów:
- Jeden i unikalny, niespotykany w innych wierzeniach.
- Boski Stwórca
- Bóg działający w historii
- Bóg narodu Izraela
- Boski prawodawca
- Bóg a zło w świecie
- Bóg a wolność człowieka
- Bóg jako osoba w relacji z człowiekiem[1].

### Jeden i unikalny, niespotykany w innych wierzeniach
W czasach gdy kształtowała się biblijna koncepcja, istnienie Boga – czy boskiego świata, jakkolwiek go rozumiano – nie budziło niczyich wątpliwości. Psalm 14,1 opisując postawę człowieka nie uznającego Boga: „Mówi głupi w swoim sercu: Nie ma Boga" – nie twierdzi, że człowiek ten jest ateistą, lecz jedynie, że nie uznaje moralnego autorytetu Boga. Zaraz potem bowiem psalm dodaje: „Zepsuci są, ohydne rzeczy popełniają, nikt nie czyni dobrze". Inne narody mogły nie znać Jahwe, nie negowały jednak Jego istnienia. Tak właśnie Księga Wyjścia przedstawia faraona w Egipcie: „Faraon odpowiedział: Kimże jest Pan, abym musiał usłuchać Jego rozkazu i wypuścić Izraela? Nie znam Pana i nie wypuszczę Izraela" (Wj 5,2). Idea powstała w Izraelu była całkowicie unikalna. Bóg jest jeden i nie ma innego (Pwt 6,4; Iz 45,21 oraz 46,9). Politeizm został jednoznacznie i radykalnie odrzucony (Wj 20,3-5). Bóg nie jest jednym z wielu w boskim panteonie. Nie dopuszczono nawet wizji dualistycznej, jaka panowała w religii Zoroastry, gdzie czczono dwie przeciwstawne sobie boskie istoty: Ormuzda i Ahrimana. Potępiane też było uzurpowanie sobie boskiej godności przez władców (por. Ez 28,2nn).
Również synkretyzm – łączenie wiary Izraela z wierzeniami innych religii – był zabroniony (Lb 25,2-3; Sdz 18), choć były przypadki rozpoznawania działania Boga poza Izraelem, jak w przypadku króla i kapłana Melchizedeka w Księdze Rodzaju 14,18-22. Są w Biblii wyrażenia zdające się mówić o innych bogach, jak np. z Księgi Wyjścia: „Któż jest pośród bogów równy Tobie, Panie?" (Wj 15,11). Były one jednak jedynie podkreśleniem nierzeczywistej wartości wierzeń innych narodów, i przekonaniem, że Bóg Izraela jest unikalny w swoich atrybutach (por. Iz 40,18). Nie można go przedstawić za pomocą obrazu, gdyż nie ma on na ziemi niczego do siebie podobnego (Wj 20,4; Pwt 4,35). Nie jest on nawet duchem. Gdy mowa o Boskim duchu, chodzi o jego energię, jak u Izajasza 40,13 czy u Zachariasza 4,6. Gdy psalm mówi o „synach bożych" ma na myśli anioły (por. Ps 29,1; 89,7), a nie boskie istoty istniejące na sposób politeistyczny.
Niewidzialność Boga odzwierciedlała Świątynia Jerozolimska. Chociaż Tora nakazywała postawienie cherubów w miejscu Świętym świętych  – nie były one przedstawieniem Bóstwa, lecz jedynie Jego tronu (por. Ps 68,5[4]). Mimo niemożności przedstawienia Boga, nie był On dla Izraela filozoficzną abstrakcją. Ukazywał się w licznych teofaniach, objawiających jego potęgę i wszechmoc (por. Wj 19,18; 20,15-18; Hab 3,4nn; Hi 42,2). Dzięki swej mocy, był postrzegany jako walczący „wojownik" (Ps 24,8). Jest on też Wszechwiedzący, jedyny znający przyszłość (Iz 43,9). Jest, jako jedyny, Mądrością, która jest nieskończona i nie do przeniknięcia (por. Hi 28,23nn, Iz 40,28). I on też jest źródłem ludzkiej mądrości i talentów (Ps 36,10; Wj 28,3; 1Krl 3,12), zupełnie innej jakości niż pyszniąca się mądrość pogańska (Ez 28,3nn).
Jest Bóg także wszechobecny, ale nie na sposób panteistyczny, jak numen, mana czy orenda. Bóg jest transcendentny wobec przyrodzonej rzeczywistości. Jest poza czasem i przestrzenią, gdyż jest wieczny. On istniał przed światem i będzie wtedy gdy wszechświat się skończy, (por. Iz 40,6-8; 44,6; 90,2), gdyż to on sprawił, że świat zaczął istnieć, ustanowił prawa dla niego i nadał mu porządek (por. Jer 33,25). Jest jak skała, na której świat jest zbudowany (2 Sm 22,32). Podczas, gdy świat jest zmienny, Bóg jest niezmienny (por. Iz 41,4; Ml 3,6).

## Judaistyczna teologia Boga
W teologii żydowskiej nie istnieje pojęcie dogmatu. Co do rozumienia znaczenia poszczególnych zapisów Tory na temat Boga trwają i trwać będą dysputy. Większość zgadza się jednak z ujętymi w XII w. przez Mojżesza Majmonidesa trzynastoma podstawowymi artykułami wiary:
- (1) Bóg jest stworzycielem, (2) władcą całego stworzenia i (3) sprawcą wszystkiego,
- (4) Bóg jest jedyny i (5) nic nie jest z nim w żadnej mierze porównywalne,
- (6) Bóg objawił się człowiekowi sam, z własnej woli i (7) przez Mojżesza obwieścił ludziom swoje przykazania,
- (8) słowa Proroków są prawdą,
- (9) Bogu wiadome są wszystkie uczynki ludzi i (10) okazuje on dobro tym, którzy szanują jego przykazania, a (11) karze tych, którzy je łamią,
- (12) w określonym czasie nadejdzie posłany od Boga Mesjasz, a
- (13) umarli zmartwychwstaną[2].

## Imiona Boga
Rozmaite imiona używane w ciągu historii trwania judaizmu w stosunku do Boskiej istoty – przynajmniej od czasu Mojżesza, a najprawdopodobniej już od Abrahama – odnoszą się do jednego i tego samego Bóstwa, mianowicie do Boga Izraela. Większość z imion Boga pojawiających się w życiu religijnym Żydów było używanych wcześniej przez plemiona kananejskie na określenie ich lokalnych pogańskich bogów. Uczeni tłumaczą to faktem, że po osiedleniu się na terenach Kanaanu, Żydzi przyswoili sobie miejscowy język kananejski (por. Iz 19,18).
Źródłem poznania imion Bożych używanych w Izraelu jest ogromna literatura judaizmu. W Biblii hebrajskiej, oprócz jedynego imienia własnego Boga – Jahwe i jego zamiennika Adonaj, spotykamy jeszcze imiona utworzone w powiązaniu z pierwotnym semickim słowem określającym bóstwo: el. W języku akadyjskim brzmiało ono ilu(m), kananejskim el lub il, a w arabskim, jako element imienia używanego przez ludzi, el. Samo El jako osobiste imię Boga występuje w Biblii bardzo rzadko, np. w Księdze Rodzaju 33,20: ʼElʽElohej Jisrael (El, Bóg Izraela /Jakuba/, por. Psalm 146[145],5). Znacznie częściej używane było imię Elohim, będące liczbą mnogą El – rozumiane jednak w Biblii jako odnoszące się do Boga w liczbie pojedynczej. Spotykamy natomiast pięć podstawowych imion, które są złożeniem El i dodatkowego określenia: ʼElʽElyon (Bóg Najwyższy), ʼElʽOlam (Bóg Wieczny), ʼEl Szaddaj (Bóg Wszechmocny), ʼEl Roʼi (Bóg Widzący), oraz ʼEl Berit (Bóg Przymierza). Poza tym Biblia obfituje w różne inne imiona Boga, będące wyrażeniami opisowymi np. „Stwórca nieba i ziemi" (Rdz 14,19 oraz 22) albo „Stwórca Izraela" (Iz 43,15 – być może trzeba to poprawniej odczytać jako „Mocny Izraela"; por. Iz 1,24).
Źródłem poznania imion Boga w judaizmie są też dzieła z okresu bliskiego początkowi naszej ery, zwane apokryfami.
Osobny rozdział stanowi literatura talmudyczna, wprowadzająca ścisłe zasady redukujące, w praktyce, okazje w których można wypowiadać imiona Boże. Literatura rabiniczna zaś wypracowała pewną liczbę nowych imion Boga, będących odniesieniami do Jego boskich atrybutów, np. Ha-Makom (dosł. „Miejsce," czyli, „Wszechobecny").
Źródłem imion Bożych jest też Kabała, która podkreślała szczególnie nieprzeniknioność Boga, używając imienia temira de-temirin („Ukryty nad ukrytymi").
Z kolei w teologiczno-filozoficznej myśli żydowskiej w średniowieczu podkreślano metafizyczną jedyność i jedność Boga. Żydowscy uczeni, jak Jehuda Halewi, Abraham ibn Daud, Majmonides, oraz Josef Albo skupiali się z tego powodu wokół biblijnych imion Jahwe oraz Elohim.
W nowożytnej myśli są dwa nurty. Jeden podkreśla metafizyczne znaczenie imion Bożych, jak np. Wieczny, Dusza Świata. Wśród tych myślicieli są oprócz Mendelssohna, który dał początek temu nurtowi, Solomon Formstecher, Samuel Hirsh, Nachman Krochmal, oraz Hermann Cohen. Drugi nurt, związany z Franzem Resenzweigiem i Martinem Buberem, postrzega imiona Boga w ich wymiarze religijnym i personalistycznym, dialogowym.